# Jaime Balmes
 (mars 2023).
Si vous disposez d'ouvrages ou d'articles de référence ou si vous connaissez des sites web de qualité traitant du thème abordé ici, merci de compléter l'article en donnant les références utiles à sa vérifiabilité et en les liant à la section « Notes et références ».
Pour les articles homonymes, voir Balmes.
Jaime Balmes y Urpiá, né à Vic en Catalogne, Espagne le 28 août 1810 et mort à Vic le 9 juillet 1848, est un écrivain religieux espagnol parmi les plus influents du XIXe siècle. Malgré la brièveté de sa vie, il laisse une œuvre volumineuse. Ses traités philosophiques, en réfutant les erreurs de la philosophie moderne et en s'appuyant sur la scolastique chrétienne, influencèrent notablement la formation du néothomisme.

## Biographie
Il enseigna la physique et les mathématiques quelque temps au collège de Vic, puis il fut exilé pour opinions politiques sous la régence de Baldomero Espartero. Venu à Madrid en 1844, il y fonda le Pensamiento de la Nacion, journal monarchique et religieux.

## Pensée
Dans ses traités systématiques, comme sa Philosophie fondamentale, il expose un réalisme naïf s'appuyant sur le sens commun. Au nom du sens commun, il réfute le doute cartésien qui tend à remettre en cause de manière déraisonnable les évidences les plus assurées. Il réfute également les doctrines de l'identité universelle qu'il assimile au panthéisme. Selon Balmes, toute science est une réflexion rationnelle de ce qui relève de l'évidence, évidence du temps, de l'étendue, de la causalité, des corps physiques. Pour Balmes, la croyance en la réalité du monde n'est pas seulement le fruit d'un raisonnement, mais d'une nécessité. Cette nécessité prime l'argumentation qui ne fait que l'expliciter.
Dans ses Lettres à un sceptique, il expose sa conception de la religion.

## Ouvrages
- Le Protestantisme comparé au Catholicisme (1844), texte espagnol en ligne, traduction française et introduction d'Albéric de Blanche-Raffin
- Philosophie fondamentale en 4 vol., (1848), traduction française par Édouard Manec du 1er , 2e  et 3e vol.  en ligne.
- Art d'arriver au vrai, traduit par Édouard Manec en 1850, avec une préface d'Albéric de Blanche-Raffin, texte en ligne
- Lettres à un sceptique en matière de religion, trad. de Jean-François Bareille éd. L. Vivès, 1855, texte en ligne
- (es) El Criterio éd. Impr. del Diario de Barcelona, 1862, texte en ligne
- (es) La Religion demostrada al alcance de los niños, éd. Impr. de A. Brusi, 1851, texte en ligne
- (es) Curso de filosofía elemental, éd. Libr. de Garnier Hermanos, 1860, texte en ligne
- (es) La Sociedad, revista religiosa, filosófica, política y literaria, éd. Impr. de A. Brusi, 1843, 1151 p., tomes 1  et 2  en ligne.
- (es) Consideraciones políticas sobre la situacion de España, éd. Impr. de José Tauló, 1840, texte en ligne
- (es) Observaciones sociales, políticas y económicas sobre los bienes del clero, éd. Impr. de I. Valls, 1840, texte en ligne
- (es) Escritos políticos, collection  complète revue et corrigée par l'auteur, Impr. de la Sociedad de Operarios del Mismo Arte, 1847, 808 p., texte en ligne
- (es) Poesías póstumas, éd. Impr. de Antonio Brusi, 1849, texte en ligne
- (es) Escritos póstumos, éd. s.n., 1868, texte en ligne

Sous la direction de Balmes
- (es) El pensamiento de la nación, periódico religioso, político y literario, Vol. 1 (1844), 2 (1845), 3 (1846) en ligne

### Source et bibliographie
Cet article comprend des extraits du Dictionnaire Bouillet. Il est possible de supprimer cette indication, si le texte reflète le savoir actuel sur ce thème, si les sources sont citées, s'il satisfait aux exigences linguistiques actuelles et s'il ne contient pas de propos qui vont à l'encontre des règles de neutralité de Wikipédia.
- Albéric de Blanche-Raffin, Jacques Balmès, sa vie et ses ouvrages, Paris, 1849, texte en ligne
- (ca) Jaume Balmes : els fonaments racionals d'una política catòlica de Josep María Fradera, éd. Eumo, 1996,  (ISBN 8476022212),  (ISBN 9788476022214).